# 錫林耶爾維

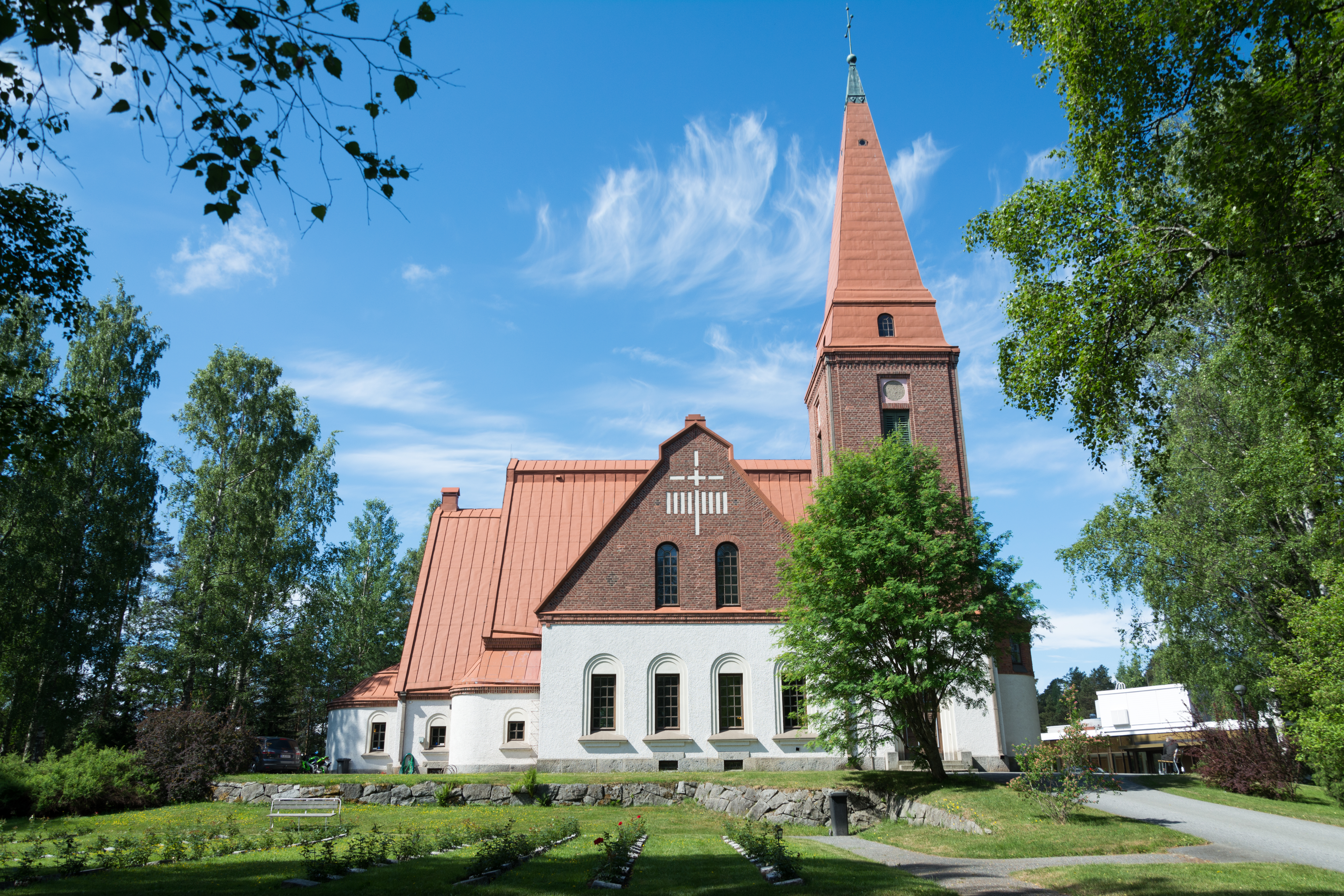
錫林耶爾維教堂

錫林耶爾維（芬蘭語：Siilinjärvi）是芬蘭北薩沃尼亞區的一市镇，位於該國中部，始建於1925年，面積508平方公里，2013年人口21,328，人口密度為每平方公里53.19人。庫奧皮奧的城市邊界幾乎包圍了整個錫林耶爾維市，除了最北端。

## 友好城市
- 瑞典孙讷市镇
- 挪威埃尔沃吕姆
- 丹麦海斯萊烏
- 匈牙利豪伊杜豪德哈茲
- 俄羅斯卡緬諾戈爾斯克
- 德国安贝格

## 外部連結
- 錫林耶爾維市镇官方网站 （页面存档备份，存于） （文）
- Tarina Golf （页面存档备份，存于）